# 小行星8952
小行星8952（英語：8952 ODAS）是一颗围绕太阳公转的小行星。1998年3月2日，ODAS在科索尔发现了此天体。
这颗小行星的绝对星等为201.23716等。